# Helina matilei
Helina matilei är en tvåvingeart som beskrevs av Adrian C. Pont 1978. Helina matilei ingår i släktet Helina och familjen husflugor. Inga underarter finns listade i Catalogue of Life.